# FK Tauras Šiauliai
Futbolo klubas Tauras (Futbolo klubas Tauras) var en litauisk fotbollsklubb från staden Šiauliai. Klubben grundades 1971, upplöst 1994.

## Historia
Futbolo klubas Tauras bildades 1971 och representerade TV-fabriken Tauras. Flyttade till den då högsta ligan.
1974. blev mästare i Litauen. Laget coachades av Česlovas Urbonavičius (1973-1984).
Efter återställningen av självständigheten 1991 klubben lyckades nå LFF taurė-finalen, men 1992 nedflyttad till I liga.
Slutligen, när TV-fabriken Tauras slutade finansiera teamet, upplöstes det. 
1994. aktiviteterna i FK Tauras avslutades.

## Meriter
- Litauiska mästare: 1974.[1]
- Litauiska Cupen: 
Finalist: 1994.[2][3]

## Placering tidigare säsonger
1971–1987
Källa:
| Säsong | Nivå | Liga                       | Placering | Notering                              |
| ------ | ---- | -------------------------- | --------- | ------------------------------------- |
| 1971   | 2    | Pirma lyga (Žalgirio zona) | 1         | Uppflyttad till Aukščiausia lyga 1972 |
| 1972   | 1    | Aukščiausia lyga           | 8         |                                       |
| 1973   | 1    | Aukščiausia lyga           | 13        |                                       |
| 1974   | 1    | Aukščiausia lyga           | 1         | Vinnare                               |
| 1975   | 1    | Aukščiausia lyga           | 4         |                                       |
| 1976   | 1    | Aukščiausia lyga           | 7         |                                       |
| 1977   | 1    | Aukščiausia lyga           | 7         |                                       |
| 1978   | 1    | Aukščiausia lyga           | 6         |                                       |
| 1979   | 1    | Aukščiausia lyga           | 4         |                                       |
| 1980   | 1    | Aukščiausia lyga           | 2         | Silver                                |
| 1981   | 1    | Aukščiausia lyga           | 4         |                                       |
| 1982   | 1    | Aukščiausia lyga           | 3         |                                       |
| 1983   | 1    | Aukščiausia lyga           | 3         |                                       |
| 1984   | 1    | Aukščiausia lyga           | 9         |                                       |
| 1985   | 1    | Aukščiausia lyga           | 11        |                                       |
| 1986   | 1    | Aukščiausia lyga           | 11        |                                       |
| 1987   | 1    | Aukščiausia lyga           | 15        | Nedflyttad till I lyga 1988           |

1990–1995
| Säsong    | Nivå | Liga               | Placering | Referens | Notering                         |
| --------- | ---- | ------------------ | --------- | -------- | -------------------------------- |
| 1990      | 1    | Aukščiausioji lyga | 8         | [ 4 ]    |                                  |
| 1991      | 1    | Lietuvos lyga      | 13        | [ 5 ]    | Litauiska Cupen: Finalist        |
| 1991/1992 | 1    | Lietuvos lyga      | 13        | [ 6 ]    | Nedflyttad till I lyga 1993/1994 |
| 1993/1994 | 2    | I lyga             | 5         | [ 7 ]    |                                  |
| 1994/1995 | 2    | I lyga             | 14        | [ 8 ]    | Upplöst efter säsong             |

## Kända spelare
- Dalius Bajorūnas
- Viačeslavas Konikas

## Tränare
- Česlovas Urbonavičius (1973–1984)